# Óscar González
Óscar Mario González Alonso, detto Bocha (Montevideo, 10 novembre 1923 – Montevideo, 5 novembre 2006), è stato un pilota automobilistico uruguaiano.
Partecipò al Gran Premio d'Argentina 1956 al volante di una Maserati condividendo l'auto con il connazionale Alberto Uria.
Conclusero la gara al 6º posto.

## Risultati in Formula 1
| 1956 | Scuderia       | Vettura        |   |  |  |  |  |  |  |  |  | Punti | Pos. |
| ---- | -------------- | -------------- | - |  |  |  |  |  |  |  |  | ----- | ---- |
| 1956 | Pilota privato | Maserati A6GCM | 6 |  |  |  |  |  |  |  |  | 0     |      |

| Legenda | 1º posto     | 2º posto | 3º posto    | A punti         | Senza punti/Non class.  | Grassetto – Pole position Corsivo – Giro più veloce |
| Legenda | Squalificato | Ritirato | Non partito | Non qualificato | Solo prove/Terzo pilota | Grassetto – Pole position Corsivo – Giro più veloce |